# Kurzawka (geologia)

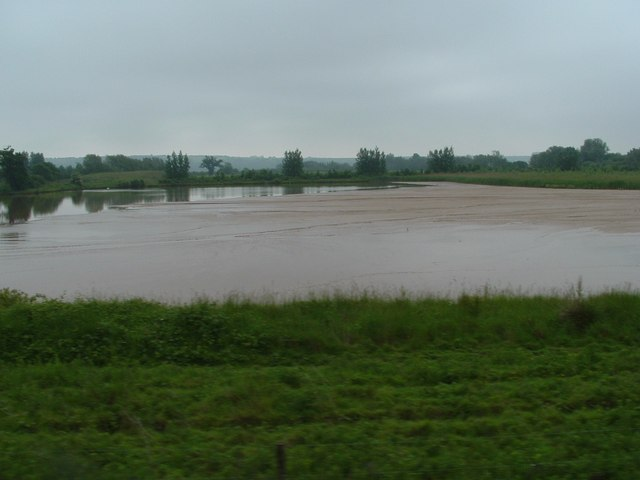
Ruchome piaski w pobliżu Thurgarton

Kurzawka (potocznie ruchome piaski) – luźne lub spoiste grunty zachowujące się przy pewnych warunkach (dużym nawodnieniu) w całej swojej masie jak ciecze. Jest to także drobnoziarnisty luźny osad, na przykład piasek lub muł, nasycony wodą pod znacznym ciśnieniem. Kurzawki należą do gruntów o złych parametrach mechanicznych.

## Podział
Wyróżnia się kurzawki:
- właściwe – pylaste, które nie mają tendencji do oddawania wody
- piaszczyste – w których przy zmniejszaniu się prędkości przepływu wody następuje oddzielenie ziaren od wody i stopniowe ich osadzanie.

Słownik hydrogeologiczny wydany przez Ministerstwo Środowiska dzieli kurzawki na:
- właściwe – grunty o kondensacyjno-koagulacyjnych wiązaniach strukturalnych o własnościach tiksotropowych
- pozorne (pseudokurzawka) – grunty luźne i pozbawione plastyczności i spójności rzeczywistej (tzw. grunty dylatantne)[2].

## W górnictwie i budownictwie
Po odsłonięciu podczas prowadzenia robót górniczych kurzawka upłynnia się i zachowuje się jak gęsta ciecz wyciskana pod ciśnieniem wody. Od kurzawki można uwolnić się przez obniżanie poziomu wód gruntowych, wbijanie ścianek szczelnych, elektroosmozę lub zamrażanie gruntu.
Kurzawka występuje na terenie Warszawy i stanowiła duży problem przy posadowieniu wysokich budynków oraz podczas budowy metra.